# Дворище (Глембочинская волость)
Дворище — деревня в Себежском районе Псковской области России.
Входит в состав сельского поселения Себежское.

## География
Находится на юго-западе региона, в центральной части района, в лесной местности у озера Вятитерьво, на территории национального парка «Себежский».
Уличная сеть не развита.

## История
В 1802—1924 годах земли поселения входили в Себежский уезд Витебской губернии.
В 1941—1944 гг. деревня находилась под фашистской оккупацией войсками Гитлеровской Германии.
С января 1995 до июля 2010 года деревня входила в состав ныне упразднённой Глембочинской волости. В 2010 году деревня Дворище после объединения пяти волостей (Глембочинской, Долосчанской, Дубровской, Лавровской и Томсинской) вошла в образованное муниципальное образование «Себежское», после чего в его составе оказались две деревни с названием Дворище.

## Население
| 2001 | 2002 | 2010 |
| ---- | ---- | ---- |
| 39   | ↗59  | ↘24  |

Согласно результатам переписи 2002 года, в национальной структуре населения русские составляли 98 % от общей численности в 59 чел..

## Инфраструктура
Личное подсобное хозяйство.

## Транспорт
Деревня доступна по просёлочным дорогам.